# Фроловское (Павловский район)
Фроловское — село в Павловском районе Нижегородской области России. Входит в состав Грудцинского сельсовета.

## География
Деревня расположена в лесной местности на северо-востоке Мещёрской низменности на реке Суринь и озере Керосинка.

## Население
| 2002 | 2010 |
| ---- | ---- |
| 83   | ↘67  |

## Инфраструктура
Личное подсобное хозяйство с зоной сельскохозяйственного использования, индивидуальная застройка усадебного типа.
Основа экономики — сельское хозяйство.
Дом культуры.

## Достопримечательности
В центре села установлен Мемориал Великой Отечественной войны.

## Транспорт
Автобусное сообщение с райцентром. Остановка общественного транспорта «Фроловское». 